# وینانینکارنا
وینانینکارنا (به لاتین: Vinaninkarena) یک منطقهٔ مسکونی در ماداگاسکار است که در ناحیه آنتسیرابه دو واقع شده‌است. وینانینکارنا ۱۱٬۰۰۰ نفر جمعیت دارد و ۱٬۴۳۹ متر بالاتر از سطح دریا واقع شده‌است.